# Daggerheart
Daggerheart es un juego de rol de mesa de fantasía publicado por Darrington Press, un sello de Critical Role Productions. El juego se lanzó el 20 de mayo de 2025.

## Modo de juego
Daggerheart es un juego de rol narrativo, cuyas reglas animan a los jugadores a pensar narrativamente y no solo mecánicamente. El juego utiliza un sistema llamado Dados de Dualidad, en el que los jugadores lanzan dos dados de doce caras: uno para la Esperanza y otro para el Miedo. Además de determinar si el jugador tiene éxito o fracasa en la acción que intenta realizar, genera un recurso de Esperanza útil para el jugador, o un recurso de Miedo que es útil para el director de juego. El diseñador principal, Spenser Starke, explicó que «en Daggerheart no hay iniciativa. Funciona de forma muy similar a un juego de Forged in the Dark o Powered By The Apocalypse, donde el director de juego realiza movimientos en ciertas tiradas de dados y nos vamos pasando el juego como si fuera una conversación. Todo fluye de forma que apoya la dirección narrativa que Critical Role ha adoptado durante la última década».
El juego cuenta con 279 tarjetas complementarias para seguir las habilidades y características del jugador. Darrington Press también lanzó varios recursos digitales, incluido un creador de tarjetas personalizadas en línea.

## Historia de publicación
En abril de 2023, Darrington Press anunció la creación de dos nuevos sistemas de juego de rol: Illuminated Worlds para campañas cortas y Daggerheart para campañas más largas, cuyas pruebas públicas estaban programadas para la Gen Con de agosto de 2023. El desarrollo de Daggerheart estuvo a cargo del diseñador principal Spenser Starke y la codiseñadora Rowan Hall. La producción del proyecto comenzó tras finalizar su trabajo en Candela Obscura. La beta abierta de Daggerheart comenzó el 12 de marzo de 2024; esta prueba estuvo disponible en tiendas de juegos seleccionadas, en formato PDF o en Demiplane a través de Daggerheart Nexus. La edición Nexus incluye herramientas digitales de creación de personajes. El elenco de Critical Role también realizó una prueba de juego en vivo en sus canales de Twitch y YouTube el 12 de marzo, con una prueba de juego de la secuela en mayo de 2024. Hayley McCullough, para American Journalism, especuló que Daggerheart podría permitir a Critical Role "cortar completamente sus conexiones con Dungeons & Dragons" y que el elenco use "Daggerheart como su sistema de referencia en el futuro". Comentó que vale la pena estar atento a las "posibles consecuencias de tal movimiento".
Daggerheart se lanzó el 20 de mayo de 2025. La serie limitada Age of Umbra también comenzó a emitirse ese mes; la serie presenta al elenco de Critical Role interpretando a Daggerheart en el marco de la campaña "Age of Umbra", creada por el asesor creativo de Darrington Press, Matthew Mercer, para el sistema. Darrington Press también publicó un documento de referencia del sistema (SRD) para el juego en mayo de 2025. Wargamer explicó que "compartir un SRD gratuito es una práctica común en el mundo de los juegos de rol de mesa", ya que permite a "terceros crear productos derivados de la obra original con licencia segura". Además, en 2025, Darrington Press firmó un acuerdo de venta y distribución para los mercados estadounidense e internacionales con Macmillan Publishers para expandir el lanzamiento de sus libros de juegos de rol en "el canal de libros, además de su distribución existente en el canal de pasatiempos". Lin Codega de Rascal señaló que esto incluía tanto "su nuevo rompecorazones de fantasía, Daggerheart ", como los títulos "de su catálogo anterior".
En junio de 2025, Darrington Press lanzó una nueva prueba de juego para la mecánica ampliada de Daggerheart, que incluye nuevas clases de personajes y ascendencias.

## Recepción
El juego se agotó tras su lanzamiento. Después del lanzamiento del juego, Mercer declaró que Daggerheart era una parte importante de los planes comerciales futuros de la empresa.
Varios críticos compararon el juego con Dungeons & Dragons (D&D), señalando que el programa de juego Critical Role comenzó con la quinta edición de D&D. El diseñador de juegos Rob Wieland elogió el juego en Forbes, afirmando que el juego "celebra lo mejor de D&D sin tener que preocuparse por las mecánicas heredadas y las ediciones anteriores". A Benjamin Abbott de GamesRadar+ le gustó la mecánica de Esperanza y Miedo por facilitar la tarea del director de juego .  Samantha Nelson de Polygon opinó que Daggerheart hacía que el fracaso fuera más interesante, además de mejorar las opciones para quienes no lanzan hechizos.  Jen Karner, de CNET, declaró su "amor" por Daggerheart como "el juego de rol de mesa más accesible que he jugado".  Incluyó su admiración por el uso de cartas para rastrear las habilidades de los jugadores fuera del reglamento principal. 